# Суперкупа на Русия по футбол
Суперкупата на Русия е турнир, който открива началото на сезона в Русия. За суперкупата се борят шампиона на страната и носителят на националната купа. Най-много пъти суперкупата е била печелена от Зенит Санкт Петербург – 8. През 2011 носител на суперкупата става Зенит, като побеждава ЦСКА Москва с 1:0 на финала, а мачът е показан в 24 държави. През 2013 г. ЦСКА Москва печели купата за пети път и получава правото да я запази завинаги. Футболистът, печелил най-много пъти трофея е Сергей Игнашевич с 6.
Спонсори на суперкупата са били парламентът на Руската федерация и Транс Телеком.